# Polsko na Zimních olympijských hrách 2002
Polsko na Zimních olympijských hrách 2002 reprezentovalo 27 sportovců (22 mužů a 5 žen) ve 9 sportech.

## Medailisté
| Medaile | Jméno       | Sport           | Disciplína |
| ------- | ----------- | --------------- | ---------- |
| Stříbro | Adam Małysz | Skoky na lyžích | muži K 120 |
| Bronz   | Adam Małysz | Skoky na lyžích | muži K 90  |